# جوديث غريس غونزاليس
جوديث غريس غونزاليس (بالإسبانية: Judith Grace González)‏ هي مقدمة تلفزيونية مكسيكية، ولدت في عقد 1960.